# Civilian
Civilian är ett album släppt den 19 juni 2006 av Boy Kill Boy med skivbolaget Vertigo . Låten Suzie är med i FIFA Street 2 och Civil Sin är med i FIFA 07.

## Låtar
- Back Again (släppt som singel 2006) [6]
- On and On
- Suzie (släppt som singel 2005) [7]
- Six Minutes
- On My Own
- Ivy Parker
- Civil Sin (släppt som singel 2005) [8]
- Killer
- Friday - Friday
- Showdown/Exit

Total längd: 45:09